# Ciao Adios
"Ciao Adios" é uma canção da cantora e compositora inglesa Anne-Marie. Depois de apresentar uma prévia ao vivo no KOKO, em 28 de novembro de 2016, ela foi lançada como o segundo single de seu álbum de estréia, Speak Your Mind em 10 de fevereiro de 2017. A canção foi escrita por Anne-Marie ao lado de Jenn Decilveo, Manson Levy, e Tom Meredith, com Meredith e Levy (MdL) na produção.

## Composição
"Ciao Adios" é uma canção "dancehall". A letra da canção se refere a uma garota que descobre que o cara que ela está namorando está traindo ela, e por isso ela decide não perder mais tempo, deixando-lhe: "Tchau, Adeus, pra mim já chega" (ciao e adiós são respectivamente, o italiano e o espanhol da palavra "adeus").

## As performances ao vivo
Anne-Marie cantou "Ciao Adeus" ao vivo no KOKO, em 28 de novembro de 2016. Ela também cantou a música em sua turnê em 2016.

## Vídeo da música
O vídeo da música e "Ciao Adios" foi lançado em 9 de Março de 2017, no YouTube, e apresenta Anne-Marie com a sua turma de garotas dançando em Marrakech (Marrocos), com uma abundância de cores.

## Recepção crítica
"Ciao Adios" tem recebido críticas favoráveis dos críticos. Steph Evans do Earmilk deu uma única revisão positiva, escrevendo "'Ciao Adios' é relacionavel, cativante e provavelmente vai ficar preso na sua cabeça. E se há uma desvantagem do lançamento do single, é que não podemos vê-lo tocar ao vivo com Anne-Marie numa divertida fase de palhaçadas." CelebMix também respondeu a música de forma positiva, escrevendo: "Você pode esperar de um hino de fim de relacionamento com base no conteúdo da música, mas...isso é, na verdade, não. 'Ciao Adios", é similar ao de seu antigo hino 'Alarm', uma cativante, de sentir-se boa música que vai deixar você gritar 'Ciao adios I'm done' no topo de seus pulmões, mesmo que você não possa se sentir como tudo isso. Ela é capaz de ficar presa em sua cabeça por um longo par de dias e semanas."

## Desempenho nos charts
No Reino Unido e Irlanda, "Ciao Adios" alcançou a posição de número 9 e 13, respectivamente. A música deu a Marie seu primeiro single solo top 10 no Reino Unido.

## Lista de faixas
| Digital download |              |                                                                     |                  |         |  |
| N.º              | Título       | Compositor(es)                                                      | Produtor(es)     | Duração |  |
| 1.               | "Ciao Adios" | Anne-Marie Rose Nicholson Tom Meredith Jennifer Decilveo Mason Levy | Tom Meredith MdL | 3:20    |  |

| Acoustic |                         |         |  |
| N.º      | Título                  | Duração |  |
| 1.       | "Ciao Adios" (Acoustic) | 4:44    |  |

| Jillionaire Remix - part. Avelino |                                                |         |  |
| N.º                               | Título                                         | Duração |  |
| 1.                                | "Ciao Adios" (com Avelino - Jillionaire Remix) | 3:33    |  |

| Ciao Adios (Remixes) |                                        |         |  |
| N.º                  | Título                                 | Duração |  |
| 1.                   | "Ciao Adios" (Burak Yeter Remix)       | 3:00    |  |
| 2.                   | "Ciao Adios" (Decoy! Remix)            | 3:03    |  |
| 3.                   | "Ciao Adios" (Thomas Rasmus Chill Mix) | 4:02    |  |
| Duração total:       | Duração total:                         | 10:05   |  |

## Desempenho nas tabelas musicais
| Tabela musical (2017)                          | Melhor posição |
| ---------------------------------------------- | -------------- |
| O campo songid é OBRIGATÓRIO PARA PARADA ALEMÃ | 23             |
| Austrália (ARIA)                               | 80             |
| Áustria (Ö3 Austria Top 75)                    | 65             |
| Bélgica (Ultratop 50 de Flandres)              | 28             |
| Bélgica (Ultratop 50 da Valônia)               | 6              |
| Croácia (HRT)                                  | 65             |
| Comunidade dos Estados Independentes (Tophit)  | 43             |
| Escócia (Scottish Singles Chart)               | 6              |
| Eslováquia (Rádio Top 100)                     | 13             |
| Eslováquia (Singles Digitál Top 100)           | 77             |
| Eslovênia (SloTop50)                           | 25             |
| França (SNEP)                                  | 115            |
| Hungria (Rádiós Top 40)                        | 11             |
| Hungria (Rádiós Top 40)                        | 33             |
| Irlanda (IRMA)                                 | 13             |
| Israel (Media Forest)                          | 2              |
| Israel (Media Forest TV Airplay)               | 1              |
| Mexico Airplay (Billboard)                     | 30             |
| Países Baixos (Dutch Top 40)                   | 4              |
| Países Baixos (Single Top 100)                 | 18             |
| Polónia (Polish Airplay Top 100)               | 9              |
| Reino Unido (UK Singles Chart)                 | 9              |
| República Checa (Rádio Top 100)                | 16             |
| República Checa (Singles Digitál Top 100)      | 73             |
| Rússia (Tophit Russia Airplay)                 | 33             |
| Sérvia (Radiomonitor)                          | 5              |
| Suíça (Schweizer Hitparade)                    | 64             |
| Turquia (Number One Top 40)                    | 1              |

| Tabela musical (2017)                | Melhor posição |
| ------------------------------------ | -------------- |
| Bélgica (Ultratop Flanders)          | 48             |
| Bélgica (Ultratop Wallonia)          | 23             |
| CEI (Tophit)                         | 153            |
| Hungria (Radio Top 40)               | 64             |
| Israel (Media Forest)                | 12             |
| Países Baixos (Dutch Top 40)         | 18             |
| Países Baixos (Single Top 100)       | 58             |
| Polônia (ZPAV)                       | 82             |
| Russia Airplay (Tophit)              | 146            |
| UK Singles (Official Charts Company) | 40             |

## Certificações
| País                                                                        | Certificação | Certificações e vendas |
| --------------------------------------------------------------------------- | ------------ | ---------------------- |
| Alemanha (BVMI)                                                             | Ouro         | 200,000^               |
| Austrália (ARIA)                                                            | Platina      | 70,000^                |
| Bélgica (BEA)                                                               | Ouro         | 15,000^                |
| França (SNEP)                                                               | Ouro         | 75,000^                |
| Itália (FIMI)                                                               | Ouro         | 25,000^                |
| Países Baixos (NVPI)                                                        | 2× Platina   | 80,000^                |
| Polônia (ZPAV)                                                              | Ouro         | 10,000^                |
| Reino Unido (BPI)                                                           | Platina      | 600,000^               |
| Suíça (IFPI Suíça)                                                          | Ouro         | 10,000^                |
| ^apenas com base na certificação ‡vendas+streaming com base na certificação |              |                        |

## Histórico de lançamento
| Região         | Data de lançamento      | Formato                | Ref    |
| -------------- | ----------------------- | ---------------------- | ------ |
| Mundo          | 10 de fevereiro de 2017 | Download Digital       | [ 8 ]  |
| Estados Unidos | 18 de abril de 2017     | Contemporary hit radio | [ 57 ] |